# Valdevimbre
Valdevimbre ist eine Gemeinde (Municipio) mit 894 Einwohnern (Stand: 2024) in der Provinz León der Autonomen Gemeinschaft Kastilien-León. Die Gemeinde besteht neben dem namensgebenden Hauptort aus den Ortschaften Farballes, Fontecha, Pobladura de Fontecha, Palacios de Fontecha, Vallejo, Villagallegos und Villibañe.

## Geographie
Valdevimbre liegt etwa 18 Kilometer südlich von León in einer Höhe von ca. 810 m. Durch die Gemeinde führt die Autovía A-66. 

## Bevölkerungsentwicklung
| Jahr        | 1900 | 1950 | 1981 | 1991 | 2001 | 2011 | 2021 |
| ----------- | ---- | ---- | ---- | ---- | ---- | ---- | ---- |
| Einwohner   | 1948 | 1478 | 1355 | 1205 | 1022 | 957  | 928  |
| Quelle: INE |      |      |      |      |      |      |      |

## Sehenswertes
- Antoniuskapelle
- Weinmuseum